# Trống trầm

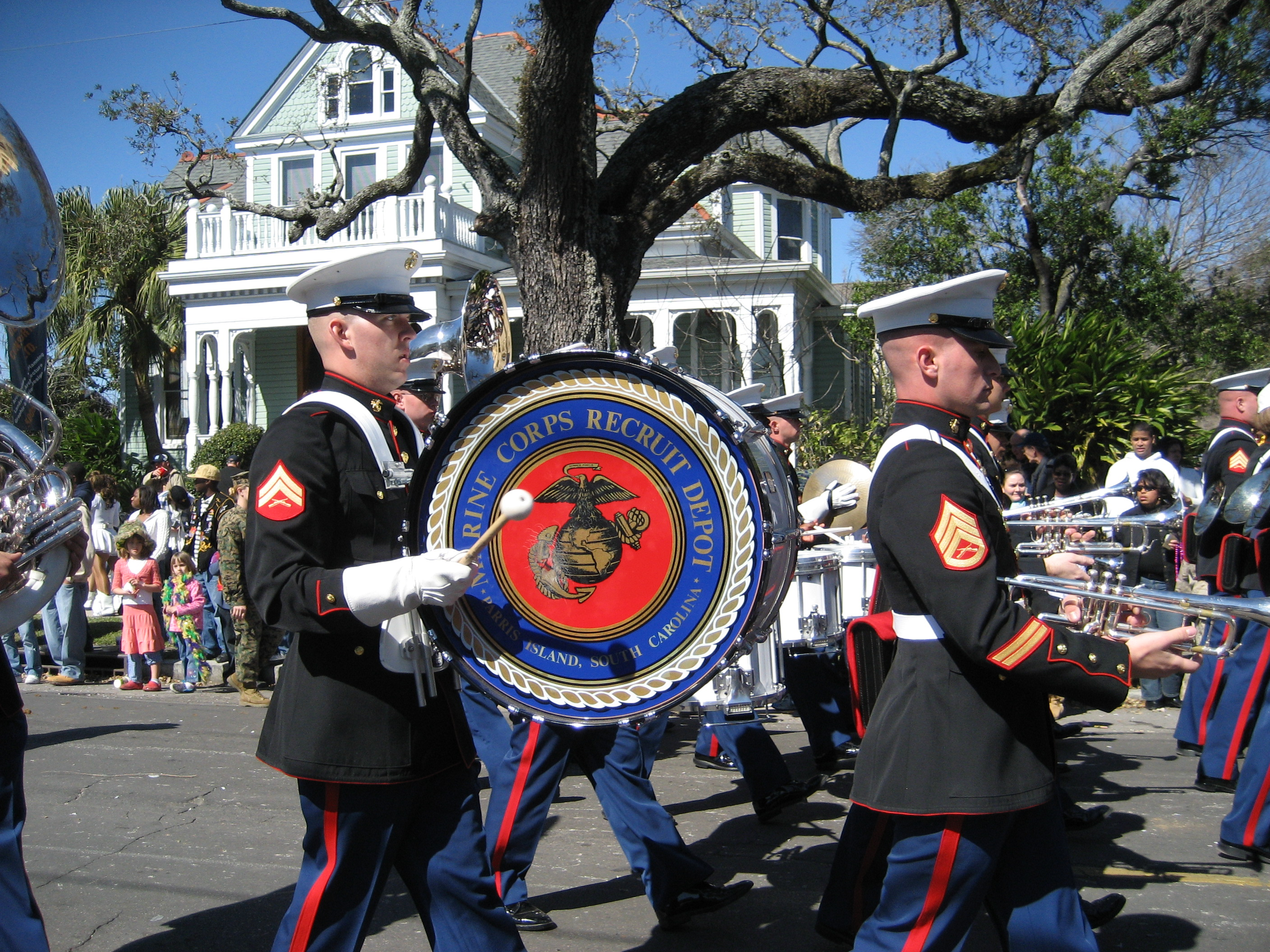
Trống trầm dùng trong diễu hành

Trống trầm hay Trống lớn (tiếng Anh: bass drum, tiếng Đức: große Trommel) là nhạc cụ gõ, một loại trống lớn nhất trong một bộ trống nhạc phổ thông hay trong một dàn nhạc cổ điển. Trong các ban nhạc phổ biến hiện đại, trống bass thường là một phần của bộ trống và thường được đánh bằng một cây gậy hoạt động bằng bàn đạp.

## Lịch sử

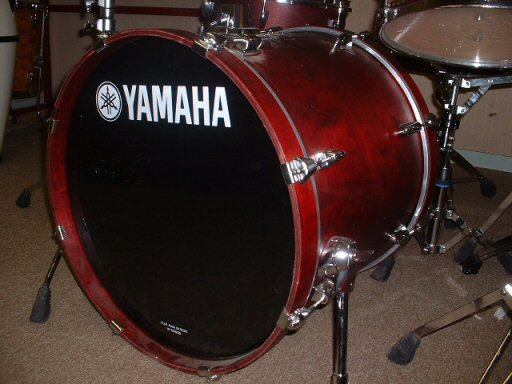
Bassdrum trong bộ trống nhạc đại chúng

Thoạt tiên người ta chỉ dùng nó trong loại "nhạc Thổ Nhĩ Kỳ", nhưng từ đầu thế kỷ XIX người ta dùng nó nhiều nhằm những mục đích tạo hình bằng âm thanh, như bắt chước tiếng súng đại bác, tiếng sấm, gây bão táp, góp phần tạo cao trào kịch tính cho các tác phẩm trong nhạc cổ điển, hoặc gây kích động mạnh trong nhạc phổ thông, nhạc Rock.
Mặt trống được căng bằng dây thép hoặc thanh kim loại, và nó được đánh vào một trong hai đầu. Ban đầu trống bass được đánh bằng một cây gậy được giữ ở tay phải và một công tắc được giữ ở bên trái; trong các ban nhạc trung đoàn hiện đại, tay phải đánh bại thời gian bằng một cây gậy lớn hơn so với nhịp được sử dụng cho các nhịp điệu đi kèm bên trái. Hầu hết các trống bass được sử dụng trong các dàn nhạc theo phong cách phương Tây chỉ có một đầu căng thanh; ngay cả những người hai đầu thường chỉ đánh vào một đầu. Trống bass có thể có đường kính lớn tới 40 inch (100 cm) và cao 20 inch (50 cm); cho các mục đích đặc biệt (ví dụ: đối với một số sự kiện thể thao ở trường đại học ở Hoa Kỳ), những chiếc trống khổng lồ đã được chế tạo. Dàn nhạc Anh thường sử dụng một loại trống bass một đầu lớn hơn được gọi là trống chiêng. Trống hình trụ lớn tương tự là davul dân gian Thổ Nhĩ Kỳ và dhol Nam Á.
Trống lớn hai đầu đã tồn tại từ 2500 BCE, khi chúng được sử dụng ở Sumer. Mãi đến thế kỷ 18, trống bass mới trở thành thành viên của dàn nhạc châu Âu. Khi được giới thiệu, nó được gọi là trống Thổ Nhĩ Kỳ, vì nó có nguồn gốc từ nhạc cụ được sử dụng trong các ban nhạc Janissary của Thổ Nhĩ Kỳ đã truyền cảm hứng cho nhiều nhà soạn nhạc châu Âu cuối thế kỷ 18. Ban đầu, nó được sử dụng cho hiệu ứng đặc biệt, như trong Bản giao hưởng quân sự Joseph Haydn (1794).